# Marian Danysz
Cet article possède un paronyme, voir Danis.
Marian Danysz (Jean Marie) est un physicien polonais né le 17 mars 1909 à Paris et mort le 9 février 1983 à l'origine de la découverte des hypernoyaux en septembre 1952 à Varsovie avec Jerzy Pniewski,.

## Biographie
Il est le fils de Jean Casimir Danysz et de Marguerite Marie Balukiewicz et le petit-fils de Jean Danysz.